# L'Ours (film, 1988)
Pour les articles homonymes, voir L'Ours.
Pour plus de détails, voir Fiche technique et Distribution.
L'Ours est un film franco-américain réalisé par Jean-Jacques Annaud, sorti en 1988.
C'est une adaptation du célèbre roman de l'écrivain américain James Oliver Curwood Le Grizzly (The Grizzly King), publié en 1916 et souvent réédité depuis.

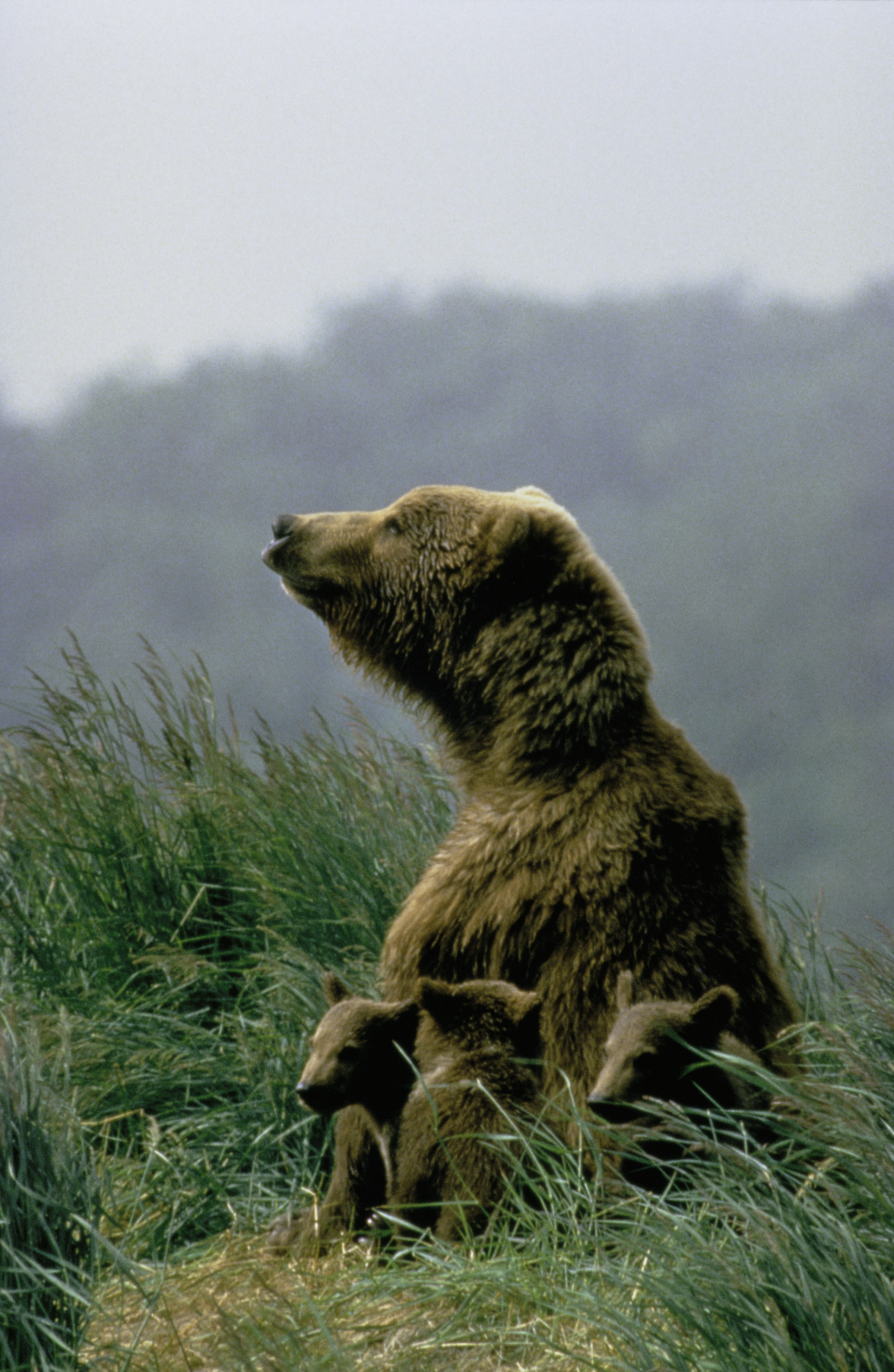
Ours kodiak de la même espèce que ceux du film.

Le film suit un ourson orphelin, qui inconscient et maladroit, est adopté par un ours solitaire. Il fera avec lui l'apprentissage de la vie et du mal, un mal que personnifient deux chasseurs lancés à leurs trousses. L'un de ces chasseurs, Tom, prendra soudainement conscience de la dignité de la vie animale.
À sa sortie, le film rencontre un succès critique et commercial en France avec plus de 9 millions d'entrées, où il obtient quatre nominations aux  César, dont il remporte deux récompenses (meilleur réalisateur et meilleur montage).

## Synopsis
Colombie-Britannique en 1885, un ourson et sa mère creusent dans des rochers pour trouver du miel. Quand cette dernière meurt sous une avalanche de pierres, le petit animal se retrouve seul et livré à lui-même. Il se met alors à errer à travers les forêts et les montagnes.
Tom et Bill, deux chasseurs, se lancent à la poursuite d'un vieux mâle. Tom parvient à blesser l'ours à l'épaule gauche. L'animal s'échappe et tente d'apaiser sa blessure dans un petit étang. C'est alors que l'ourson intervient et panse la blessure avec sa langue. L'ours accepte ainsi que le petit orphelin l'accompagne dans sa route. Pendant ce temps, Tom et Bill reviennent dans leur camp et découvrent que leurs chevaux ont été agressés. Le premier est bloqué au sol, le second a été tué et le troisième, blessé à une jambe, est immobilisé au pied d'une chute d'eau. En voulant le ramener, Tom fait une mauvaise chute et se tord la cheville. Bill décide par la suite de partir chercher du renfort et des chiens de chasse, laissant Tom surveiller le camp.
Commençant à bien s'entendre, l'ours attrape des poissons pour les donner à l'ourson afin de le nourrir. Le lendemain, l'ours rencontre une femelle qui semble lui faire des avances. Le vieux mâle la suit puis tous deux s'accouplent dans un buisson tandis que l'ourson les observe. Pour tuer l'ennui, le petit animal mange des champignons (des amanites tue-mouches) sans se douter que ceux-ci sont hallucinogènes. De ce fait, l'ourson a des visions avant de perdre connaissance.
De son côté, Tom modifie les pointes de ses cartouches afin de renforcer l'impact de tir. C'est alors que Bill revient avec un dresseur de chiens accompagnés de Beaucerons. Désormais bien équipés, les trois hommes se relancent à la poursuite de l'ours. Les chiens ne tardent pas à retrouver ce dernier qui, tout en protégeant l'ourson, n'hésite pas à se défendre, causant la mort de plusieurs chiens. Les poursuivants parviennent à capturer l'ourson et, de retour au camp, Tom essaye de le dresser. Le jour suivant, Tom et Bill repartent à la chasse à l'ours mais se séparent pour repérer au mieux l'animal. Alors qu'il se rafraîchit sous une chute d'eau, Tom se retrouve face à l'ours. Paralysé par la peur, il supplie l'animal de ne pas le tuer. Celui-ci renonce finalement à son attaque et fait demi-tour. Tom reprend sa poursuite mais, au moment de pointer son fusil en direction de sa cible, ne parvient pas à tirer, réalisant qu'il n'est pas juste d'abattre un animal qui l'a épargné. De ce fait, il tire en l'air pour faire fuir l'ours. Bill le rejoint et tente à son tour de tirer avant que Tom ne l'en empêche. De retour à leur camp, les deux hommes plient bagage, libèrent l'ourson, et reprennent la route. Après avoir commencé à les suivre, le petit orphelin prend la direction opposée.
Alors qu'il tente de retrouver son ami le vieux mâle, l'ourson se trouve pourchassé par un puma. Le petit animal poilu essaye par tous les moyens d'esquiver son poursuivant pour finalement se retrouver face-à-face. Il se défend en poussant un grognement qui fait fuir son agresseur, sans savoir que l'ours grogne derrière lui. Content de retrouver son ami, l'ourson se jette sur lui. Les deux animaux reprennent leur route dans les montagnes puis, la neige arrivant, se terrent dans une grotte pour hiberner.

## Fiche technique
- Titre français et québécois : L'Ours
- Titre international : The Bear
- Réalisation : Jean-Jacques Annaud
- Scénario : Gérard Brach, adapté du livre Le Grizzly de James Oliver Curwood
- Musique : Philippe Sarde, Tchaïkovski.
- Direction artistique : George Dietz, Antony Greengrow, Heidi Lüdi et Hans Jürgen Schmelzle
- Décors : Toni Lüdi
- Costumes : Corinne Jorry et Françoise Disle
- Photographie : Philippe Rousselot
- Son : François Musy, Laurent Quaglio, Claude Villand, Bernard Le Roux
- Montage : Noëlle Boisson
- Production : Claude Berri
- Production associée : Pierre Grunstein
- Sociétés de production[2] : Renn Productions (France) ; Price (États-Unis)
- Sociétés de distribution : AMLF
- Pays de production :  France,  États-Unis
- Langue originale : français et anglais américain
- Format[3] : couleur (Eastmancolor) — 35 mm — 2,35:1 (CinemaScope) — son Dolby stéréo
- Genre : aventures, drame
- Durée : 96 minutes
- Dates de sortie[4] :
  - France : 19 octobre 1988
  - Belgique : 27 octobre 1988
  - États-Unis : 27 octobre 1989
- Classification[5] :
  - France : tous publics (conseillé à partir de 8 ans)[6],[7]
  - États-Unis : des scènes peuvent heurter les enfants - accord parental souhaitable (PG - Parental Guidance Suggested)
  - Belgique : tous publics (Alle Leeftijden)[8]
  - Québec : tous publics (G-General Rating)

## Distribution
- Bart : Kaar, l'ours adulte
- Youk : l'ourson
- Tchéky Karyo : Tom
- Jack Wallace : Bill
- André Lacombe : le chasseur aux chiens

## Production

### Genèse et développement
La naissance du projet remonte à 1981, lorsque Jean-Jacques Annaud souhaite faire un film populaire et familial. Le scénariste Gérard Brach lui suggère donc de lire le roman de son enfance intitulé Le Grizzly de James Oliver Curwood. Après la sortie du film de Jean-Jacques Annaud La Guerre du feu, le producteur Claude Berri, enthousiasmé par son dernier film, lui fait signer un contrat en blanc pour son prochain film. Pour présenter le projet au producteur, Jean-Jacques Annaud envoie la note « Un ourson orphelin, un grand ours solitaire, deux chasseurs dans la forêt. Le point de vue des animaux ».

### Tournage
Le tournage débute le 18 mai 1987 et dure 109 jours, dans des conditions souvent compliquées, notamment dues à la météo. Bien que l'histoire se déroule en Colombie-Britannique au Canada, le tournage a entièrement lieu en Italie dans les Dolomites et à proximité du lac de Misurina pour la séquence de l'ourson traversant le torrent, ainsi qu'en Allemagne à Garmisch-Partenkirchen, et en Autriche dans le Tyrol, dans les environs d'Innsbruck, et à Lienz.
Le film n'a pas été tourné en français mais en anglais. En France, sa version originale est disponible dans le commerce, en DVD sous le label Pathé. On peut la trouver aux États-Unis sous le titre The Bear.

#### Dressage
Les animaux du film, et plus particulièrement les ours, ont été dressés durant quatre ans, ce qui laisse le temps à Jean-Jacques Annaud de partir sur son autre projet, celui d'adapter le roman d'Umberto Eco, Le Nom de la rose, film qui sortira en 1986.
La vedette du film est l'ourson Youk que le réalisateur et les dresseurs ont surnommée la Douce. En tout, douze oursons ont servi de doublures, certains pour les grimpettes, d'autres pour les baignades. Les douze oursons qui ont été élevés et dressés dans une nurserie, près du parc de Jacana à Sainte-Montaine en Sologne, étaient composés de dix femelles et deux mâles.
Après le tournage, les oursons ont été introduits dans divers parcs zoologiques. La Douce, la figure principale du film, est retournée à Sainte-Montaine dans la propriété de Jean-Philippe Varin. Les autres oursons habitent dans le Parc zoologique de Saint-Martin-la-Plaine et le Parc zoologique de Beauval en France, dans le zoo de Linz en Autriche ainsi que dans le Parc zoologique de Limbourg en Belgique,.
Les animaux du film ont également été utilisés pour des enregistrements sonores. Ainsi le puma a été disposé sur un tabouret face à un micro puis provoqué par un dresseur afin de reproduire divers grognements.

## Accueil

### Box-office
Le film attire 9 136 266 spectateurs en France et 7 998 500 aux États-Unis (pour plus de 31 000 000 $ de recettes américaines), proche du record (chiffres depuis 1980) d'un film français aux États-Unis détenu par La Cage aux folles et ses 8,14 millions d'entrées. Le film fait également 519 262 entrées au Royaume Uni.
Le 23 février 1992, la première diffusion du film en France sur la chaîne TF1 détient le record d'audience des fictions à la télévision en France avec 16,4 millions de téléspectateurs.

## Distinctions
Entre 1988 et 2010, L'Ours a été sélectionné 16 fois dans diverses catégories et a remporté 5 récompenses,.

### Récompenses
- Prix de l'Académie nationale du cinéma 1988 : Prix de l'Académie décerné à Jean-Jacques Annaud.
- César du cinéma 1989 :
  - César du meilleur réalisateur décerné à Jean-Jacques Annaud,
  - César du meilleur montage décerné à Noëlle Boisson.
- Genesis Awards 1990 : Prix Genèse du meilleur long métrage étranger.
- Guilde des cinémas d'art et d'essai allemands (Guild of German Art House Cinemas / Gilde deutscher Filmkunsttheater) 1990 :
  - Prix Argent de la guilde du film étranger décerné à Jean-Jacques Annaud.

### Nominations
- César du cinéma 1989 :
  - Meilleur film pour Jean-Jacques Annaud,
  - Meilleure photographie pour Philippe Rousselot,
  - Meilleur son pour Bernard Le Roux, Claude Villand et Laurent Quaglio,
  - Meilleure affiche.
- Prix David di Donatello 1989 : Meilleur producteur étranger pour Claude Berri.
- Association turque des critiques de cinéma (Turkish Film Critics Association (SIYAD) Awards) 1990 : Meilleur film étranger (7ème place).
- Oscars du cinéma 1990 : Meilleur montage pour Noëlle Boisson.
- Prix des jeunes artistes 1990 : Meilleur film familial - Aventure ou dessin animé.
- Récompenses des arts du cinéma et de la télévision de la British Academy 1990 : Meilleure photographie pour Philippe Rousselot.
- Société américaine des cinéastes 1990 : Meilleure réalisation cinématographique pour Philippe Rousselot.
- Prix 20/20 (20/20 Awards) 2010 : Meilleur montage pour Noëlle Boisson.